# Selysioneura cervicornu
Selysioneura cervicornu är en trollsländeart som beskrevs av W. Foerster 1900. Selysioneura cervicornu ingår i släktet Selysioneura och familjen Isostictidae. Inga underarter finns listade i Catalogue of Life.